# Anne Louise Brillon de Jouy
Anne Louise Brillon de Jouy, född Boyvin d'Hardancourt 1744, död 1824, var en fransk kompositör. Hon spelade sina egna kompositioner på harpa och piano och ansågs vara en av sin samtids främsta harpister.